# Rocky-sorozat

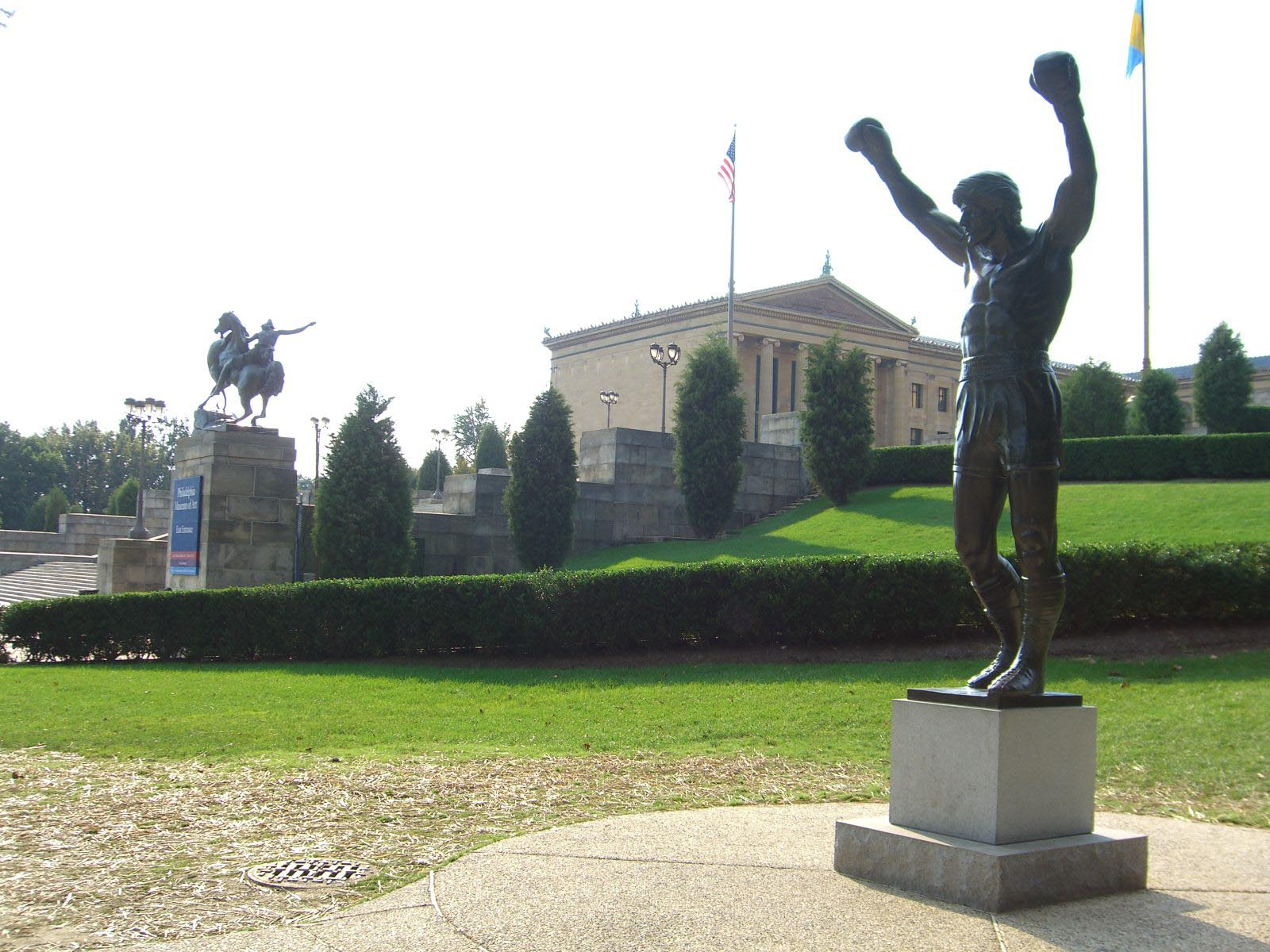
Rocky szobra a Philadelphia Szépművészeti Múzeum előtt

A Rocky-sorozat egy nyolc filmből álló boksz-saga, melynek központi alakja a kisstílű bokszolóból lett bajnok, Rocky Balboa. A filmek többségét (a Creed kivételével) Sylvester Stallone írta és a főszereplőt is ő alakította, valamint négy részt saját maga rendezett. Rocky Balboa kitalált amerikai ökölvívó, egyike a filmtörténelem legismertebb és legheroikusabb alakjainak. A karakter főszereplésével nyolc film készült el. Megformálója minden részben Sylvester Stallone, akinek nagyrészt ez a karakter, valamint filmsorozat hozta meg a világhírnevet és a felemelkedést a legnagyobb sztárok közé (a sorozat sikeréhez csak a Rambo-filmek és talán a Feláldozhatók-sorozat hasonlítható). A szereplőt még a '70-es években alkották meg, a filmek többségét (a címszereplő alakítása mellett) Stallone rendezte és írta is. Rocky Balboa akárcsak a szintén Stallone alakította John Rambot, mára egyike a filmtörténelem legikonikusabb amerikai karaktereinek.
Rocky Balboa kisstílű utcai bokszolóból avanzsál világbajnokká, és lesz minden idők egyik leghatalmasabb ökölvívója, miközben ezzel párhuzamosan az életét az ökölvívás mellett meghatározza a szerelem, a család, a barátság, az odaadás és az elkötelezettség. Rocky megtestesíti a kitartást, az elszántságot, a hitet, az erőt és a győzelmet az emberek számára, a tökéletes sportolót és a minta-életpályát. Szegény utcai bunyósból multimilliomos szupersztárrá és a legnagyobb bajnokká válik, miközben megismerkedik és összeházasodik Adriennel, megszületik és felcseperedik a fia, valamint nagy ellenfelekből legjobb barátok lesznek Apollo Creeddel, a szintén legendás bokszolóval, aki életét veszti a Rocky 4. részében az orosz Ivan Drago kezei által. Rocky nem csak Apollót veszti el, hanem egykori edzőjét, Mickeyt is, később pedig a felesége is meghal.
A Rocky sorozat minden része magában hordoz valamilyen tanulságot, és egy követendő példát állít az emberek elé. Stallone pályafutásának is ez a szerep adott akkora löketet, amivel végleg a legnagyobbak közé került.

## A sorozat részei
Rocky (1976), Rocky II. (1979), Rocky III. (1982), Rocky IV. (1985), Rocky V. (1990), Rocky Balboa (2006), Creed: Apollo fia (2015), Creed II. (2018), Creed III. (2023)

### Rocky (1976)

Rocky edzés közben

Rocky Balboa (Sylvester Stallone) szerény körülmények között élő, egyszerű észjárású, kisstílű philadelphiai bunyós, aki amatőr meccsekből és egy helyi uzsorásnak történő, kétes pénzbehajtásból tengeti mindennapjait. Egykor meg lett volna a tehetsége a sikerhez, de mostanra már edzője, Mickey Goldmill (Burgess Meredith) is lemondott róla. Azonban Rocky váratlanul esélyt kap a kitörésre: az ünnepelt, mindeddig veretlen nehézsúlyú ökölvívó-világbajnok, Apollo Creed (Carl Weathers) a függetlenségi nyilatkozat kihirdetésének kétszázadik évfordulója alkalmából rendezett gálán egy ismeretlennel szeretne kiállni. Apollo nem talált profi ellenfelet és véleménye szerint jó fényt vetne rá, ha nagylelkűen lehetőséget adna egy névtelen bokszolónak elnyerni a bajnoki címet – még akkor is, ha a rendhagyó meccs kimenetele egyértelműnek tűnik.
A véletlenszerű választás Rockyra, az Olasz Csődörre esik, aki tudja, hogy a nála sokkal technikásabb és tapasztaltabb Apollo ellen szinte esélye sincs a győzelemre, de ennek ellenére felveszi a kesztyűt és Mickey segítségével kíméletlen edzésbe kezd, hogy bizonyítson.
A mindenki által komolytalannak tartott mérkőzés aztán rendkívüli fordulatot vesz…
- IMDb – 8.1/10
- Rotten Tomatoes: 93%

### Rocky II. (1979)

Rocky és Apollo Creed

Noha a bokszmeccset vitatott pontozással Apollo nyerte meg, súlyos sérüléseket szenvedett a Rockyval történő összecsapás során és büszkeségén is folt esett; pályafutása során először nem volt képes kiütéssel legyőzni ellenfelét (aki ráadásul ezúttal egy amatőr bokszoló volt) és sokak szerint valójában Rocky nyert volna, de a meccset megbundázták. Apollo ezért mindenáron visszavágót akar és célja eléréséhez nem válogat az eszközökben; megpróbálja nyilvánosan megalázni Rockyt, hogy a ringbe csalja.
Rocky először hallani sem akar a kihívásról, és felesége, Adrian oldalán igyekszik boldogulni az életben, de képzetlensége miatt a bokszoló nem kap munkát és a bajnoki mérkőzésért kapott pénz is hamar elfogy. Rocky úgy dönt, hogy edzője, Mickey segítségével ismét ringbe száll a bajnokkal az évszázad legnagyobb visszavágójára.
- IMDb – 7.3/10
- Rotten Tomatoes: 67%

### Rocky III. (1982)
Miután kiütötte Apollót és elnyerte a világbajnoki övet, Rocky országszerte ismert sportolóvá válik; számtalan reklámfilmben és magazinban szerepel, nagy vagyonra és megbecsültségre téve szert. Miután tíz alkalommal megvédte a címét, Rocky a visszavonulást tervezi, de egy brutális fekete öklöző, Clubber Lang (Mr. T) esélyt követel tőle az öv elnyerésére és arrogáns stílusával sikerül elérnie, hogy Rocky ringbe szálljon vele. Rocky nem veszi komolyan az összecsapást és ennek következményeként megalázó vereséget szenved, ráadásul a meccs után apjaként szeretett edzője, Mickey is meghal.
Mielőtt azonban végképp szögre akasztaná a kesztyűt, Rocky váratlan helyről kap támogatást; korábbi riválisa, Apollo Creed felajánlja neki, hogy edzője, Duke segítségével felkészíti őt a visszavágóra.
- IMDb – 6.8/10
- Rotten Tomatoes: 67%

### Rocky IV. (1985)

Ivan Drago és Rocky Balboa

Rocky Balboa már mindent elért a sportágában, pár éve visszavonult a versenyektől és békésen él családjával. Ám egy napon az Amerikai Egyesült Államokba érkezik Ivan Drago (Dolph Lundgren), a gigászi erejű, veretlen szovjet bokszbajnok, aki egy barátságosnak induló jótékonysági meccsen halálra veri Apollót.
Felesége tiltakozása ellenére Rocky a Szovjetunióba utazik, hogy egy tét nélküli mérkőzésen revansot vegyen barátja haláláért. Apollo edzőjének, Duke-nak a támogatásával Rocky spártai körülmények között, a zord Szibériában készül Drago ellen, aki ezzel egyidőben a legmodernebb edzőtermekben, orvosok és trénerek segítségével edz.
A meccsen nem csupán két bokszoló, hanem Kelet és Nyugat is összecsap.
- IMDb – 6.9/10
- Rotten Tomatoes: 44%

### Rocky V. (1990)

Rocky Balboa és Tommy Gunn

Rocky ugyan heroikus küzdelemben kiütötte Ivan Dragót és bosszút állt Apollóért, de komoly árat kell érte fizetnie; a meccsen súlyosan megsérül és agykárosodást szenved, ezért orvosai eltiltják a bokszolástól. A bajt tetézi, hogy pénzügyi tanácsadója minden pénzét elúsztatta, így Rocky feleségével és fiával, Roberttel kénytelen szerényebb körülmények közé költözni.
Rocky ismét megnyitja Mickey egykori edzőtermét és hamar felfigyel egy tehetséges fiúra, Tommy Gunnra, aki mesteréül hívja az általa csodált Rockyt. Az Olasz Csődör reméli, hogy saját egykori edzőjéhez, Mickey-hez hasonlóan ő is segíthet a fiatal reménységnek elnyerni a világbajnoki címet, de emiatt egyre jobban elhanyagolja saját fiát, ráadásul egy gátlástalan bokszmenedzser, George Washington Duke (Richard Gant) hatására a gyors sikerről és sok pénzről álmodó Tommy is mestere ellen fordul…
- IMDb – 5.3/10
- Rotten Tomatoes: 21%

### Rocky Balboa (2006)
Tizenöt év telt el az előző rész eseményei óta – felesége halála óta Rocky egyedül él és saját éttermében a régi meccsek felidézésével szórakoztatja vendégeit. Fiával való kapcsolata nem felhőtlen, az ifjabb Rocky úgy érzi, apja hírneve túl nagy árnyékot vet rá és emiatt nem tud boldogulni az életben.
Amikor egy számítógéppel szimulált mérkőzés szerint a jelenlegi világbajnok, Mason Dixon (Antonio Tarver) és Rocky Balboa összecsapásából az Olasz Csődör kerülne ki győztesen, Rocky úgy dönt, kiáll a nála jóval fiatalabb bokszoló ellen, hogy bebizonyítsa; még mindig képes a győzelemre.
- IMDb – 7.1/10
- Rotten Tomatoes: 75%

### Creed: Apollo fia (2015)
Adonis (Donnie) Johnson Apollo Creed házasságon kívül született, törvénytelen fia, aki apjához hasonlóan bokszolói karrierre vágyik. A fiatal férfi felkeresi a már visszavonult Rockyt, hogy segítsen neki megvalósítani az álmát. Hamarosan lehetőséget is kap, hogy kiálljon a félnehézsúlyú világbajnok ellen. 
A Rocky és Apollo első meccsére emlékeztető mérkőzésen Donnie derekasan helyt áll és kivívja nem csupán a nézőközönség, de profi ellenfele elismerését is.

### Creed II. (2018)
A bokszoló Adonis Creednek nagy kihívások között kell helytállnia; családi kötelezettségei mellett egy újabb csatára is készül. Edzője, Rocky Balboa ismét mellette van, miközben közös múltjukkal kell szembenézniük.

### Creed III. (2023)
Sylvester Stallone már nem szerepel a filmben. A filmet maga a főszereplő, Michael B. Jordan rendezi. Adonis életébe visszatér egy barátja, Damian, akitől Adonis múltja a jelenét kezdi pusztítani. Miután Damian legyőzi a jelenlegi nehézsúlyú bokszbajnokot, Feliz Chazzt, Donnienak kell megküzdenie vele, a múltjával és családi problémáival. 

## Szereplők
| Szereplő                 | Filmek             | Filmek             | Filmek               | Filmek                    | Filmek                  | Filmek                    | Filmek                  | Filmek                                   | Filmek                                          |
| Szereplő                 | Rocky              | Rocky II.          | Rocky III.           | Rocky IV.                 | Rocky V.                | Rocky Balboa              | Creed                   | Creed II.                                | Creed III.                                      |
| Szereplő                 | 1976               | 1979               | 1982                 | 1985                      | 1990                    | 2006                      | 2015                    | 2018                                     | 2023                                            |
| ------------------------ | ------------------ | ------------------ | -------------------- | ------------------------- | ----------------------- | ------------------------- | ----------------------- | ---------------------------------------- | ----------------------------------------------- |
| Robert „Rocky” Balboa    | Sylvester Stallone | Sylvester Stallone | Sylvester Stallone   | Sylvester Stallone        | Sylvester Stallone      | Sylvester Stallone        | Sylvester Stallone      | Sylvester Stallone                       |                                                 |
| Adrianna „Adrian” Balboa | Talia Shire        | Talia Shire        | Talia Shire          | Talia Shire               | Talia Shire             | Talia Shire (archív)      | Talia Shire (archív)    | Talia Shire (archív)                     |                                                 |
| Paul „Paulie” Pennino    | Burt Young         | Burt Young         | Burt Young           | Burt Young                | Burt Young              | Burt Young                |                         |                                          |                                                 |
| Apollo Creed             | Carl Weathers      | Carl Weathers      | Carl Weathers        | Carl Weathers             | Carl Weathers (archív)  |                           | Carl Weathers (archív)  | Carl Weathers (archív)                   | Carl Weathers (fotó)                            |
| Mickey Goldmill          | Burgess Meredith   | Burgess Meredith   | Burgess Meredith     | Burgess Meredith (archív) | Burgess Meredith        | Burgess Meredith (archív) | Burgess Meredith (fotó) |                                          |                                                 |
| Tony „Duke” Evers        | Tony Burton        | Tony Burton        | Tony Burton          | Tony Burton               | Tony Burton             | Tony Burton               | Tony Burton (archív)    | Tony Burton (archív)                     | Tony Burton (fotó)                              |
| Mary Anne Creed          | Lavelle Roby       | Sylvia Meals       |                      | Sylvia Meals              |                         |                           | Phylicia Rashad         | Phylicia Rashad                          | Phylicia Rashad                                 |
| Tony Gazzo               | Joe Spinell        | Joe Spinell        | Joe Spinell (archív) |                           |                         |                           |                         |                                          |                                                 |
| Spider Rico              | Pedro Lovell       |                    |                      | Pedro Lovell (archív)     |                         | Pedro Lovell              |                         |                                          |                                                 |
| Marie                    | Jodi Letizia       |                    |                      |                           |                         | Geraldine Hughes          |                         |                                          |                                                 |
| Robert Balboa Jr.        |                    | Seargeoh Stallone  | Ian Fried            | Rocky Krakoff             | Sage Stallone           | Milo Ventimiglia          | Sage Stallone (fotó)    | Milo Ventimiglia                         |                                                 |
| James „Clubber” Lang     |                    |                    | Mr. T                | Mr. T (archív)            | Mr. T (archív)          | Mr. T (archív)            |                         |                                          |                                                 |
| Ivan Drago               |                    |                    |                      | Dolph Lundgren            | Dolph Lundgren (archív) | Dolph Lundgren (archív)   |                         | Dolph Lundgren                           |                                                 |
| Ludmilla Drago           |                    | Brigitte Nielsen   |                      |                           |                         | Brigitte Nielsen          |                         |                                          |                                                 |
| Tommy Gunn               |                    |                    |                      |                           | Tommy Morrison          |                           |                         |                                          |                                                 |
| George Washington Duke   |                    | Richard Gant       |                      |                           |                         |                           |                         |                                          |                                                 |
| Mason „Vonal” Dixon      |                    |                    |                      |                           |                         | Antonio Tarver            |                         |                                          |                                                 |
| Adonis „Donnie” Creed    |                    |                    |                      |                           |                         |                           | Michael B. Jordan       | Michael B. JordanAlex Henderson (gyerek) | Michael B. JordanThaddeus J. Mixson (tizenéves) |
| Bianca Taylor            |                    |                    |                      |                           |                         |                           | Tessa Thompson          | Tessa Thompson                           | Tessa Thompson                                  |
| Danny „Stuntman” Wheeler |                    |                    |                      |                           |                         |                           | Andre Ward              | Andre Ward                               |                                                 |
| Tony „Little Duke” Evers |                    |                    |                      |                           |                         |                           | Wood Harris             | Wood Harris                              | Wood Harris                                     |
| „Csini” Ricky Conlan     |                    |                    |                      |                           |                         |                           | Tony Bellew             |                                          | Tony Bellew                                     |
| Viktor Drago             |                    |                    |                      |                           |                         |                           |                         | Florian Munteanu                         | Florian Munteanu                                |
| Amara Creed              |                    |                    |                      |                           |                         |                           |                         | Hendrix McDaniel                         | Mila Davis-Kent                                 |
| Damian "Dame" Anderson   |                    |                    |                      |                           |                         |                           |                         |                                          | Jonathan MajorsSpence Moore II (tizenéves)      |

## Bevételek
| Film         | Bemutató           | Jegyeladási bevétel | Jegyeladási bevétel | Jegyeladási bevétel |
| Film         | Bemutató           | Egyesült Államok    | Egyéb országok      | Világszerte         |
| Rocky        | 1976. november 27. | $117 235 147        | $107 764 853        | $225 000 000        |
| Rocky II.    | 1979. június 15.   | $85 182 160         | $115 000 000        | $200 182 160        |
| Rocky III.   | 1982. május 28.    | $125 049 125        | N/A                 | $125 049 125        |
| Rocky IV.    | 1985. november 27. | $127 873 716        | $172 600 000        | $300 473 716        |
| Rocky V.     | 1990. november 16. | $40 946 358         | $79 000 000         | $119 946 358        |
| Rocky Balboa | 2006. december 20. | $70 270 943         | $85 450 189         | $155 721 132        |
| Összesen     | 1–6. rész          | $566 556 405        | $559 815 042        | $1 086 372 491      |